# The Walker
Pour plus de détails, voir Fiche technique et Distribution.
The Walker est un thriller américain écrit et réalisé par Paul Schrader, sorti en 2007.

## Synopsis
Carter Page est un escort boy qui gagne sa vie en offrant sa présence aux femmes les plus riches de la société new-yorkaise. Un jour, l'amant de l'une d'entre elles, mariée à un sénateur, est retrouvé mort par cette dernière et Page ment à la police en racontant que c'est lui qui l'a découvert. Ce mensonge l'entraîne dans des machinations politiques.

## Fiche technique
Sauf indication contraire, les informations mentionnées dans cette section peuvent être confirmées par la base de données cinématographiques IMDb,  présente dans la section « Liens externes ».
- Titre original : The Walker
- Réalisation et scénario : Paul Schrader
- Direction artistique : David Hindle
- Décors : James Merifield
- Costumes : Nic Ede
- Casting : Suzanne Crowley et Gilly Poole
- Montage : Julian Rodd
- Musique : Anne Dudley
- Photographie : Chris Seager
- Production : Deepak Nayar
- Sociétés de distribution : Kintop Pictures
- Pays d’origine :  États-Unis
- Langues originales : anglais
- Format : couleur - 35 mm - 2,35:1 - son Dolby numérique
- Genre : thriller
- Durée : 107 minutes
- Dates de sortie : 
  - Royaume-Uni : 10 août 2007
  - France : 20 octobre 2011 (sorti directement en DVD)

## Distribution
- Woody Harrelson : Carter Page III
- Kristin Scott Thomas (VF : Danièle Douet) : Lynn Lockner

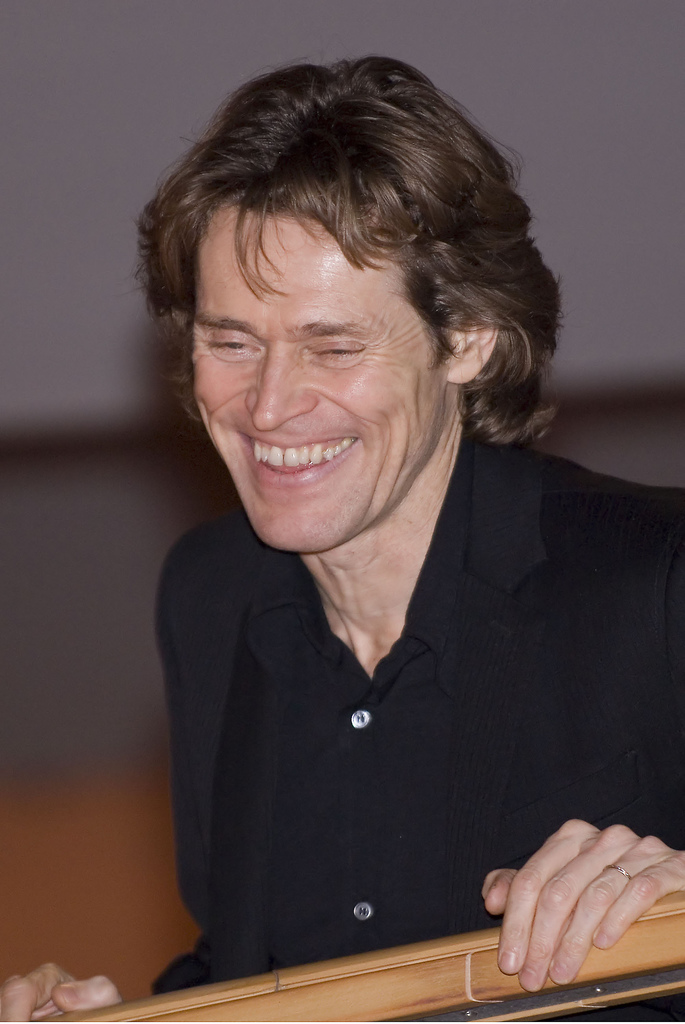
L'acteur Willem Dafoe, à la première allemande du film, en février 2007.

- Lauren Bacall : Natalie Van Minter
- Lily Tomlin : Abigail Delorean
- Ned Beatty : Jack Delorean
- Moritz Bleibtreu : Emek Yoglu
- Mary Beth Hurt : Chrissie Morgan
- Willem Dafoe (VF : Dominique Collignon-Maurin) : Sénateur Larry Lockner
- William Hope : un résident de Mungo
- Garrick Hagon : un autre résident de Mungo
- Geff Francis : Détective Dixon
- Steven Hartley : Robbie Kononsberg
- Michael J. Reynolds : Ethan Withal
- Allen Lidkey : Andrew Salesperson